# Wladimir Klitschko

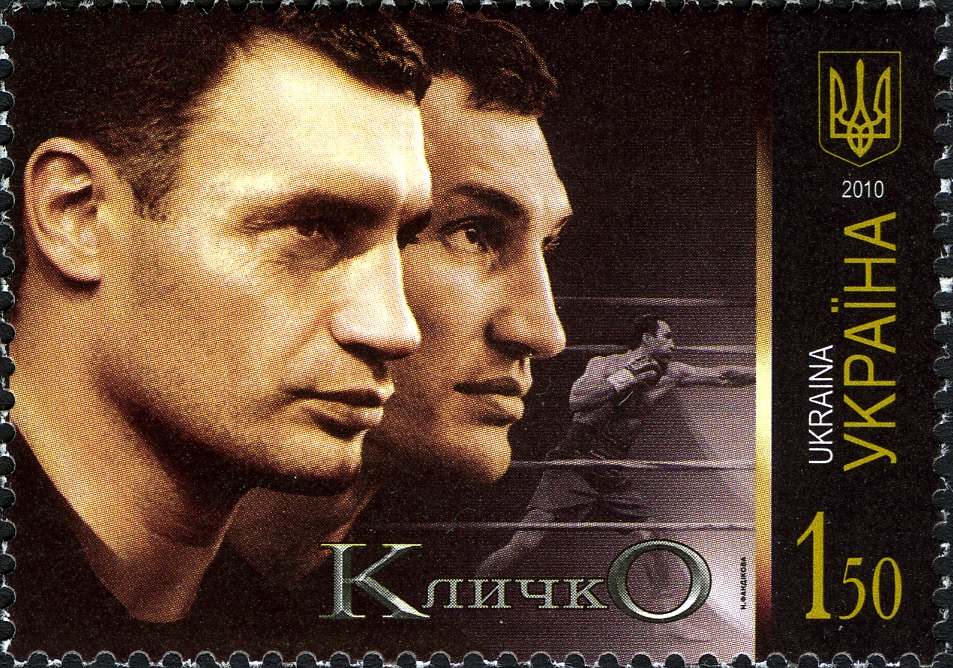
Selo ucraniano de 2010 em homenagem aos "irmãos Klitschko", no caso Wladimir e Vitali Klitschko

Wladimir Vladimirovich Klitschko (Semipalatinsk, 25 de março de 1976) é um ex-pugilista ucraniano, ex-campeão mundial dos pesos-pesados pela Federação Internacional de Boxe (FIB), Organização Mundial de Boxe (OMB), Organização Internacional de Boxe (OIB) e Associação Mundial de Boxe (AMB).

## Biografia
Irmão mais novo do também boxeador peso-pesado Vitali Klitschko, Wladimir começou a se destacar no mundo do boxe amador durante os anos 90, com destaques para a medalha de prata conquistada no Campeonato Europeu de Boxe Amador de 1996 e a medalha de ouro nos Jogos Olímpicos de 1996.
Iniciando sua carreira profissional, em novembro de 1996, Klitschko estabeleceu uma sequência de dezesseis vitórias consecutivas, sendo catorze delas por nocaute, até maio de 1998, quando subiu ao ringue contra o americano Marcus McIntyre para disputar o título vago de campeão internacional dos pesos-pesados do Conselho Mundial de Boxe.
Derrotando McIntyre, via nocaute no terceiro assalto, Klitschko conquistava seu primeiro cinturão como um boxeador profissional, apesar desse ser considerado um título menor na categoria. Em seguida, Klitschko fez duas defesas bem sucedidas de seu cinturão, antes de vir a perdê-lo para o azarão Ross Puritty, em dezembro de 1998.
Nocautedo por Puritty no décimo primeiro assalto, Klitschko viu sua invecibilidade de 24 lutas ser quebrada, juntamente com a perda de seu título. Com seu prestígio seriamente abalado, Klitschko foi se recuperarando aos poucos, até que em setembro de 1999, conseguiu uma importante vitória diante do alemão Alex Schulz, que acabou lhe rendendo o título de campeão europeu dos pesos-pesados.
Entretanto, apesar desse seu sucesso na Europa, a redenção de Klitschko somente viria a acontecer um ano mais tarde, quando em outubro de 2000, Klitschko desafiou o título do americano Chris Byrd, então campeão mundial dos pesos-pesados pela Organização Mundial de Boxe.
Byrd havia conquistado seu título em abril de 2000, após destronar o campeão Vitali Klitschko, o que transformou essa luta em uma grande chance para Wladimir vingar seu irmão. Programada para durar doze assaltos, a luta entre Byrd e Wladimir Klitschko teve de ser decidida pelos jurados, apesar de Byrd ter ido à lona duas vezes durante o combate. Porém, apesar de ter resistido ao nocaute nos últimos rounds, o campeão teve seu título tomado por Klitschko, em uma decisão unânime dos jurados.
Uma vez campeão mundial dos pesos-pesados, Wladimir Klitschko defendeu seu cinturão com sucesso cinco vezes, ao longo dos anos seguintes. No entanto, em sua sexta defesa de título, Klitschko foi surpreendido pelo sul-africano Corrie Sanders, que o nocauteou em apenas dois rounds.
Após ter perdido seu cintuão para Sanders, em março de 2003, Klitschko obteve duas vitórias contra adversários menos expressivos, antes de tentar recuperar seu cinturão da Organização Mundial de Boxe, que estava vago desde dezembro de 2003, quando Sanders abdicou de seu título, em favor de um duelo contra Vitali Klitschko, o então detentor do cinturão dos pesados pelo Conselho Mundial de Boxe.
Subindo ao ringue contra o americano Lamon Brewster, em abril de 2004, Klitschko dominava a luta com seus jabs e combinações, tendo inclusive conseguido levar Brewster à lona no quarto assalto. Porém, no minuto final do quinto assalto, Brewster acertou um potente golpe que fez Klitschko ficar totalmente desnorteado. Vendo Klitschko apoiado nas cordas e com a guarda baixa, sem conseguir se defender dos ataques de Brewster, o árbitro decidiu abrir uma contagem de proteção. Reiniciado o combate, Klitschko conseguiu sobreviver até o soar do gongo, porém, cambaleante, ajoelhou-se no ringue após o término do quinto assalto, o que levou o árbitro a decretar o término da luta.
Depois de sofrer sua terceira derrota na carreira, Klitschko obteve duas vitórias  seguidas, sendo uma delas contra o promissor boxeador cubano Eliseo Castillo. Porém, àquela altura, Klitschko ainda precisava provar ao mundo que poderia sobreviver a adversários de maior pegada e assim retornar ao topo dos pesos-pesados.
Dessa forma, em setembro de 2005, Klitschko subiu ao ringue contra o potente nigeriano Samuel Peter, que à época mantinha-se invicto com 24 vitórias, sendo 21 delas por nocaute. O combate entre Klitschko e Peter durou os doze assaltos completos e, apesar de Klitschko ter sofrido três quedas, seu predominínio durante a maior parte da luta acabou lhe rendendo uma apertada vitória nos pontos, em uma decisão unânime dos jurados.
Como a luta entre Klitschko e Peter havia sido uma eliminatória pelo direito de desafiar o título mundial dos pesos-pesados da Federação Internacional de Boxe, em sua luta seguinte Klitschko enfrentaria uma segunda vez Chris Byrd, que à época retinha o cinturão. Acontecido em abril de 2006, esse novo embate entre Byrd e Klitschko terminou com uma vitória autoritária de Klitschko, que nocauteou Byrd no sétimo assalto.
Naquele momento, Klitschko havia se tornado o novo campeão mundial dos pesos-pesados pela Federação Internacional de Boxe, título que pertencia a Byrd, mas além disso ele havia também conquistado o cinturão de campeão mundial dos pesos-pesados pela Organização Internacional de Boxe, título este que estava vago desde a aposentadoria do campeão Lennox Lewis.
Após se tornar campeão mundial dos pesos-pesados novamente, Klitschko defendeu seu cinturão com sucesso por três vezes consecutivas, incluindo um novo confronto contra seu antigo algoz Lamon Brewster, antes de sua luta contra o campeão mundial dos pesos-pesados Sultan Ibragimov, que detinha o cinturão da Organização Mundial de Boxe. O confronto entre os dois campeões mundiais, um ucraniano e o outro russo, aconteceu em fevereiro de 2008, no Madison Square Garden, em Nova Iorque. Dominando Ibragimov sem maiores percalços, ao longo dos doze assaltos da luta, Klitschko foi declarado o vencedor do combate e, desta forma, conseguiu unificar os cinturões da Federação Internacional de Boxe e da Organização Mundial de Boxe.
Passado seu triunfo ante Ibragimov, Klitschko defendeu seus três cinturões mundiais em cinco oportunidades, confirmando sua ampla soberania entre os pesos-pesados ao derrotar adversários respeitáveis, tais como os ex-campeões Hasim Rahman e Ruslan Chagaev, além de ter uma vez mais superado o nigeriano Samuel Peter. Nesse seu segundo encontro com Peter, ocorrido em setembro de 2010, Klitschko não sofreu novos sustos e acabou vencendo a luta com um nocaute no décimo assalto.
Então, em julho de 2011, dois anos após o britânico David Haye ter desmarcado uma luta contra Klitschko, o ucraniano finalmente conseguiu fazer Haye subir ao ringue contra ele. Essa luta entre Klitschko e Haye era bastante antecipada porque selaria a unificação dos cinturões da Federação Internacional de Boxe e da Organização Mundial de Boxe, ambos retidos por Klitschko, com o da Associação Mundial de Boxe, até então em posse de Haye. Realizada em Hamburgo, na Alemanha, a luta entre os dois campeões mundias dos pesados acabou terminando com uma vitória de Klitschko, em uma decisão unânime dos jurados, após doze assaltos de combate.

## Recorde no Boxe Profissional
| 64 Vitórias (53 Nocautes , 9 Decisões, 2 Desqualificações), 5 Derrotas (4 Nocautes, 1 Decisão), 0 Empate |        |                     |      |               |            |                                                           | |
| Resultado                                                                                                | Cartel | Oponente            | Modo | Round, Tempo  | Data       | Lugar                                                     | Notas |
| Derrota                                                                                                  | 64–5   | Anthony Joshua      | TKO  | 11            | 29-04-2017 | Estádio de Wembley, Londres, Inglaterra                   | Pelos títulos do peso-pesado da WBA (Super), IBF e IBO |
| Derrota                                                                                                  | 64–4   | Tyson Fury          | DU   | 12            | 28-11-2015 | Esprit Arena, Düsseldorf, Alemanha                        | Perdeu os títulos do peso-pesado da WBA (Super), IBF, WBO, IBO, Lineal & The Ring.                                                                                     |
| Vitória                                                                                                  | 64–3   | Bryant Jennings     | DU   | 12            | 25-04-2015 | Madison Square Garden, New York City, Nova York           | Manteve os títulos do peso-pesado da WBA (Super), IBF, WBO, IBO & The Ring.                                                                                            |
| Vitória                                                                                                  | 63–3   | Kubrat Pulev        | KO   | 5 (12), 2:11  | 15-11-2014 | O2 World Arena, Altona, Hamburgo                          | Manteve os títulos do peso-pesado da WBA (Super), IBF, WBO, IBO & The Ring.                                                                                            |
| Vitória                                                                                                  | 62-3   | Alex Leapai         | TKO  | 5 (12), 2:05  | 26-04-2014 | König Pilsener Arena, Oberhausen, Nordrhein-Westfalen     | Manteve os títulos do peso-pesado da WBA (Super), IBF, WBO, IBO & The Ring.                                                                                            |
| Vitória                                                                                                  | 61–3   | Alexander Povetkin  | DU   | 12            | 05-10-2013 | Olympic Indoor Arena, Moscou, Distrito Federal Central    | Manteve os títulos do peso-pesado da WBA (Super), IBF, WBO, IBO & The Ring.                                                                                            |
| Vitória                                                                                                  | 60–3   | Francesco Pianeta   | TKO  | 6 (12), 2:52  | 04-05-2013 | SAP Arena, Mannheim, Baden-Württemberg                    | Manteve os títulos do peso-pesado da WBA (Super), IBF, WBO, IBO & The Ring.                                                                                            |
| Vitória                                                                                                  | 59–3   | Mariusz Wach        | DU   | 12            | 10-11-2012 | O2 World Arena, Altona, Hamburgo                          | Manteve os títulos do peso-pesado da WBA (Super), IBF, WBO, IBO & The Ring.                                                                                            |
| Vitória                                                                                                  | 58–3   | Tony Thompson       | TKO  | 6 (12), 2:56  | 07-07-2012 | Stade de Suisse Wankdorf, Berna, Cantão de Berna          | Manteve os títulos do peso-pesado da WBA (Super), IBF, WBO, IBO & The Ring.                                                                                            |
| Vitória                                                                                                  | 57–3   | Jean-Marc Mormeck   | KO   | 4 (12), 1:12  | 03-03-2012 | Esprit Arena, Düsseldorf, Renânia do Norte-Vestfália      | Manteve os títulos do peso-pesado da WBA (Super), IBF, WBO, IBO & The Ring.                                                                                            |
| Vitória                                                                                                  | 56–3   | David Haye          | UD   | 12            | 02-07-2011 | Imtech Arena, Altona, Hamburgo                            | Ganhou o título do peso-pesado da WBA (Super). Manteve os títulos do peso-pesado da IBF, WBO, IBO & The Ring.                                                          |
| Vitória                                                                                                  | 55–3   | Samuel Peter        | KO   | 10 (12), 1:22 | 11-09-2010 | Commerzbank-Arena, Frankfurt, Hessen                      | Manteve os títulos do peso-pesado da IBF, WBO, IBO & The Ring. |
| Vitória                                                                                                  | 54–3   | Eddie Chambers      | KO   | 12 (12), 2:55 | 20-03-2010 | Esprit Arena, Düsseldorf, Renânia do Norte-Vestfália      | Manteve os títulos do peso-pesado da IBF, WBO, IBO & The Ring. |
| Vitória                                                                                                  | 53–3   | Ruslan Chagaev      | RTD  | 9 (12), 3:00  | 20-06-2009 | Veltins-Arena, Gelsenkirchen, Renânia do Norte-Vestfália  | Ganhou o título vago do peso-pesado da The Ring. Manteve os títulos do peso-pesado da IBF, WBO & IBO. O título do peso-pesado da WBA de Chagaev não estava em disputa. |
| Vitória                                                                                                  | 52–3   | Hasim Rahman        | TKO  | 7 (12), 0:44  | 13-12-2008 | SAP Arena, Mannheim, Baden-Württemberg                    | Manteve os títulos do peso-pesado da IBF, WBO & IBO. |
| Vitória                                                                                                  | 51–3   | Tony Thompson       | KO   | 11 (12), 1:38 | 12-07-2008 | Color Line Arena, Altona, Hamburgo                        | Manteve os títulos do peso-pesado da IBF, WBO & IBO. |
| Vitória                                                                                                  | 50–3   | Sultan Ibragimov    | DU   | 12            | 23-02-2008 | Madison Square Garden, New York City, Nova York           | Ganhou o título do peso-pesado da WBO. Manteve os títulos do peso-pesado da IBF & IBO.                                                                                 |
| Vitória                                                                                                  | 49–3   | Lamon Brewster      | RTD  | 6 (12), 3:00  | 07-07-2007 | Kölnarena, Colônia, Renânia do Norte-Vestfália            | Manteve os títulos do peso-pesado da IBF & IBO. |
| Vitória                                                                                                  | 48–3   | Ray Austin          | KO   | 2 (12), 1:23  | 10-03-2007 | SAP Arena, Mannheim, Baden-Württemberg                    | Manteve os títulos do peso-pesado da IBF & IBO. |
| Vitória                                                                                                  | 47–3   | Calvin Brock        | TKO  | 7 (12), 2:10  | 11-11-2006 | Madison Square Garden, New York City, Nova York           | Manteve os títulos do peso-pesado da IBF & IBO. |
| Vitória                                                                                                  | 46–3   | Chris Byrd          | TKO  | 7 (12), 0:41  | 22-04-2006 | SAP Arena, Mannheim, Baden-Württemberg                    | Ganhou os títulos do peso-pesado da IBF & o vago da IBO. |
| Vitória                                                                                                  | 45–3   | Samuel Peter        | DU   | 12            | 24-09-2005 | Boardwalk Hall, Atlantic City, Nova Jersey                | Ganhou os títulos do peso-pesado da NABF & o vago da WBO NABO. Luta eliminatória para a disputa do título do peso-pesado da IBF & WBO.                                 |
| Vitória                                                                                                  | 44–3   | Eliseo Castillo     | TKO  | 4 (10), 2:51  | 23-04-2005 | Westfalenhallen, Dortmund, Renânia do Norte-Vestfália     | |
| Vitória                                                                                                  | 43–3   | DaVarryl Williamson | TD   | 5 (10), 3:00  | 02-10-2004 | Caesars Palace, Las Vegas, Nevada                         | |
| Derrota                                                                                                  | 42–3   | Lamon Brewster      | TKO  | 5 (12), 3:00  | 10-04-2004 | Mandalay Bay Resort & Casino, Las Vegas, Nevada           | Luta pelo título vago do peso-pesado da WBO. |
| Vitória                                                                                                  | 42–2   | Danell Nicholson    | TKO  | 4 (12), 1:44  | 20-12-2003 | Ostseehalle, Kiel, Schleswig-Holstein                     | Manteve o título do peso-pesado da WBA Inter-Continental |
| Vitória                                                                                                  | 41–2   | Fabio Eduardo Moli  | KO   | 1 (12), 1:49  | 30-08-2003 | Olympiahalle, Munique, Baviera                            | Ganhou o título vago do peso-pesado da WBA Inter-Continental. |
| Derrota                                                                                                  | 40–2   | Corrie Sanders      | TKO  | 2 (12), 0:27  | 08-03-2003 | Preussag Arena, Hanôver, Baixa Saxônia                    | Perdeu o título do peso-pesado da WBO. |
| Vitória                                                                                                  | 40–1   | Jameel McCline      | RTD  | 10 (12), 3:00 | 07-12-2002 | Mandalay Bay Resort & Casino, Las Vegas, Nevada           | Manteve o título do peso-pesado da WBO. |
| Vitória                                                                                                  | 39–1   | Ray Mercer          | TKO  | 6 (12), 1:08  | 29-06-2002 | Taj Majal Hotel & Casino, Atlantic City, New Jersey       | Manteve o título do peso-pesado da WBO. |
| Vitória                                                                                                  | 38–1   | Francois Botha      | TKO  | 8 (12), 0:47  | 16-03-2002 | Hanns-Martin-Schleyer-Halle, Stuttgart, Baden-Württemberg | Manteve o título do peso-pesado da WBO. |
| Vitória                                                                                                  | 37–1   | Charles Shufford    | TKO  | 6 (12), 2:55  | 04-08-2001 | Mandalay Bay Resort & Casino, Las Vegas, Nevada           | Manteve o título do peso-pesado da WBO. |
| Vitória                                                                                                  | 36–1   | Derrick Jefferson   | TKO  | 2 (12), 2:09  | 24-03-2001 | Rudi-Sedlmayer-Halle, Munique, Baviera                    | Manteve o título do peso-pesado da WBO. |
| Vitória                                                                                                  | 35–1   | Chris Byrd          | DU   | 12            | 14-10-2000 | Kölnarena, Colônia, Renânia do Norte-Vestfália            | Ganhou o título do peso-pesado da WBO. |
| Vitória                                                                                                  | 34–1   | Monte Barrett       | TKO  | 7 (10), 2:40  | 15-07-2000 | New London Arena, Millwall, Londres                       | |
| Vitória                                                                                                  | 33–1   | David Bostice       | TKO  | 2 (12), 1 :27 | 29-04-2000 | Madison Square Garden, New York City, New York            | Manteve o título do peso-pesado da WBA Inter-Continental. |
| Vitória                                                                                                  | 32–1   | Paea Wolfgramm      | KO   | 1 (12), 1:30  | 18-03-2000 | Alsterdorfer Sporthalle, Alsterdorf, Hamburgo             | Ganhou o título vago do peso-pesado do WBC Internacional. |
| Vitória                                                                                                  | 31–1   | Lajos Eros          | KO   | 2 (12), 2:35  | 04-12-1999 | Stadionsporthalle, Hanôver, Baixa Saxônia                 | Manteve o título do peso-pesado da WBA Inter-Continental & EBU. |
| Vitória                                                                                                  | 30–1   | Phil Jackson        | KO   | 2 (10), 1:59  | 12-11-1999 | The Orleans Hotel & Casino, Las Vegas, Nevada             | |
| Vitória                                                                                                  | 29–1   | Axel Schulz         | TKO  | 8 (12), 2:42  | 25-09-1999 | Kölnarena, Colônia, Renânia do Norte-Vestfália            | Ganhou o título vago do peso-pesado da EBU. Manteve o título do peso-pesado da WBA Inter-Continental.                                                                  |
| Vitória                                                                                                  | 28–1   | Joseph Chingangu    | RTD  | 4 (12), 3:00  | 17-07-1999 | Philips Halle, Düsseldorf, Renânia do Norte-Vestfália     | Ganhou o título vago do peso-pesado da WBA Inter-Continental. |
| Vitória                                                                                                  | 27–1   | Tony LaRosa         | TKO  | 1 (10), 2:57  | 22-05-1999 | Sport Palace, Budapeste, Hungria Central                  | |
| Vitória                                                                                                  | 26–1   | Everett Martin      | TKO  | 8 (8)         | 24-04-1999 | Circus Krone, Munique, Baviera                            | |
| Vitória                                                                                                  | 25–1   | Zoran Vujicic       | KO   | 1 (8), 1:02   | 13-02-1999 | Maritim Hotel, Stuttgart, Baden-Württemberg               | |
| Derrota                                                                                                  | 24–1   | Ross Puritty        | TKO  | 11 (12), 0:18 | 05-12-1998 | Sports Palace, Kiev, Oblast de Kiev                       | Perdeu o título do peso-pesado do WBC Internacional. |
| Vitória                                                                                                  | 24–0   | Donnell Wingfield   | KO   | 1 (8)         | 14-11-1998 | Circus Krone, Munique, Baviera                            | |
| Vitória                                                                                                  | 23–0   | Eli Dixon           | KO   | 3 (10)        | 03-10-1998 | Prinz-Garden Halle, Augsburgo, Baviera                    | |
| Vitória                                                                                                  | 22–0   | Steve Pannell       | KO   | 2 (10)        | 19-09-1998 | Arena Oberhausen, Oberhausen, Renânia do Norte-Vestfália  | |
| Vitória                                                                                                  | 21–0   | Carlos Monroe       | TKO  | 6 (10), 2:28  | 06-08-1998 | Grand Casino Avoyelles, Marksville, Louisiana             | |
| Vitória                                                                                                  | 20–0   | Najee Shaheed       | KO   | 1 (12)        | 10-07-1998 | Circus Krone, Munique, Baviera                            | Manteve o título do peso-pesado do WBC Internacional. |
| Vitória                                                                                                  | 19–0   | Cody Koch           | KO   | 4 (12)        | 23-05-1998 | Oberrheinhalle, Offenburg, Baden-Württemberg              | Manteve o título do peso-pesado do WBC Internacional. |
| Vitória                                                                                                  | 18–0   | Everett Martin      | DU   | 8             | 14-03-1998 | Sporthalle, Wandsbek, Hamburgo                            | |
| Vitória                                                                                                  | 17–0   | Marcus McIntyre     | KO   | 3 (12)        | 14-02-1998 | Maritim Hotel, Stuttgart, Baden-Württemberg               | Ganhou o título vago do peso-pesado do WBC Internacional. |
| Vitória                                                                                                  | 16–0   | Derrick Lampkins    | TKO  | 1 (8)         | 20-12-1997 | Oberrheinhalle, Offenburg, Baden-Württemberg              | |
| Vitória                                                                                                  | 15–0   | Ladislav Husarik    | TKO  | 3 (8)         | 13-12-1997 | Alsterdorfer Sporthalle, Alsterdorf, Hamburgo             | |
| Vitória                                                                                                  | 14–0   | Jerry Halstead      | TKO  | 2 (8)         | 06-12-1997 | Stadthalle, Offenbach, Hessen                             | |
| Vitória                                                                                                  | 13–0   | Marcos Gonzalez     | KO   | 2 (8)         | 11-10-1997 | Stadthalle, Cottbus, Brandemburgo                         | |
| Vitória                                                                                                  | 12–0   | James Pritchard     | TKO  | 3 (8)         | 20-09-1997 | Tivoli Eissporthalle, Aachen, Renânia do Norte-Vestfália  | |
| Vitória                                                                                                  | 11–0   | Biko Botowamungu    | DQ   | 5 (8), 2:02   | 23-08-1997 | Maritim Hotel, Stuttgart, Baden-Württemberg               | |
| Vitória                                                                                                  | 10–0   | Gilberto Williamson | TKO  | 3 (8)         | 12-07-1997 | Berlethalle, Hagen, Renânia do Norte-Vestfália            | |
| Vitória                                                                                                  | 9–0    | Salvador Maciel     | KO   | 1 (8)         | 27-06-1997 | Oberrheinhalle, Offenburg, Baden-Württemberg              | |
| Vitória                                                                                                  | 8–0    | Paul Ashley         | KO   | 2 (8), 1:25   | 13-06-1997 | Arena Oberhausen, Oberhausen, Renânia do Norte-Vestfália  | |
| Vitória                                                                                                  | 7–0    | Mark Wills          | KO   | 1 (8), 2:58   | 10-05-1997 | Ballsporthalle, Frankfurt, Hessen                         | |
| Vitória                                                                                                  | 6–0    | Mark Young          | RTD  | 2 (6), 3:00   | 12-04-1997 | Eurogress, Aachen, Renânia do Norte-Vestfália             | |
| Vitória                                                                                                  | 5–0    | Carlos Monroe       | DQ   | 6 (6)         | 15-02-1997 | Stadthalle, Cottbus, Brandemburgo                         | |
| Vitória                                                                                                  | 4–0    | Troy Weida          | TKO  | 3 (6), 0:36   | 25-01-1997 | Maritim Hotel, Stuttgart, Baden-Württemberg               | |
| Vitória                                                                                                  | 3–0    | Bill Corrigan       | TKO  | 1 (4), 1:21   | 21-12-1996 | Zoo-Gesellschaftshaus, Frankfurt, Hessen                  | |
| Vitória                                                                                                  | 2–0    | Exum Speight        | TKO  | 2 (4), 1:54   | 30-11-1996 | Nova Arena, Wiener Neustadt, Niederösterreich             | |
| Vitória                                                                                                  | 1–0    | Fabian Meza         | KO   | 1 (4), 1:35   | 16-11-1996 | Sporthalle, Wandsbek, Hamburgo                            | Estreia profissional. |